# Zygomolgus poucheti
Zygomolgus poucheti är en kräftdjursart som först beskrevs av Canu 1891.  Zygomolgus poucheti ingår i släktet Zygomolgus, och familjen Lichomolgidae. Arten har ej påträffats i Sverige.